# Grammostola burzaquensis
Grammostola burzaquensis är en spindelart som beskrevs av Ibarra 1946. Grammostola burzaquensis ingår i släktet Grammostola och familjen fågelspindlar. Inga underarter finns listade i Catalogue of Life.